# Pensos (Junquera de Espadañedo)
Pensos (llamada oficialmente San Pedro dos Pensos) es una parroquia del municipio español de Junquera de Espadañedo, en la provincia de Orense, Galicia.

## Toponimia
La parroquia también es conocida por el nombre de San Pedro de Pensos.

## Organización territorial
La parroquia está formada por una entidad de población:
- Pardeconde

## Demografía
| Gráfica de evolución demográfica de Pensos entre 2000 y 2022 |
|                                                              |
| Datos según el nomenclátor publicado por el INE.             |